# Liste auf dem Warschauer Powązki-Militärfriedhof bestatteter Persönlichkeiten
Die Liste auf dem Warschauer Powązki-Militärfriedhof bestatteter Persönlichkeiten führt bekannte Personen auf, die auf dem Powązki-Militärfriedhof in Warschau ihre letzte Ruhestätte fanden. Auf dem Friedhof sind Hunderte von bedeutenden Persönlichkeiten bestattet. Zur Abgrenzung werden hier nur die Grabstätten solcher Personen aufgeführt, zu denen es einen Artikel in der deutschsprachigen Wikipedia gibt. Die Zuordnung nach Berufsgruppen erfolgt nach dem vorrangigen Tätigkeitsfeld der Verstorbenen.

## Politiker

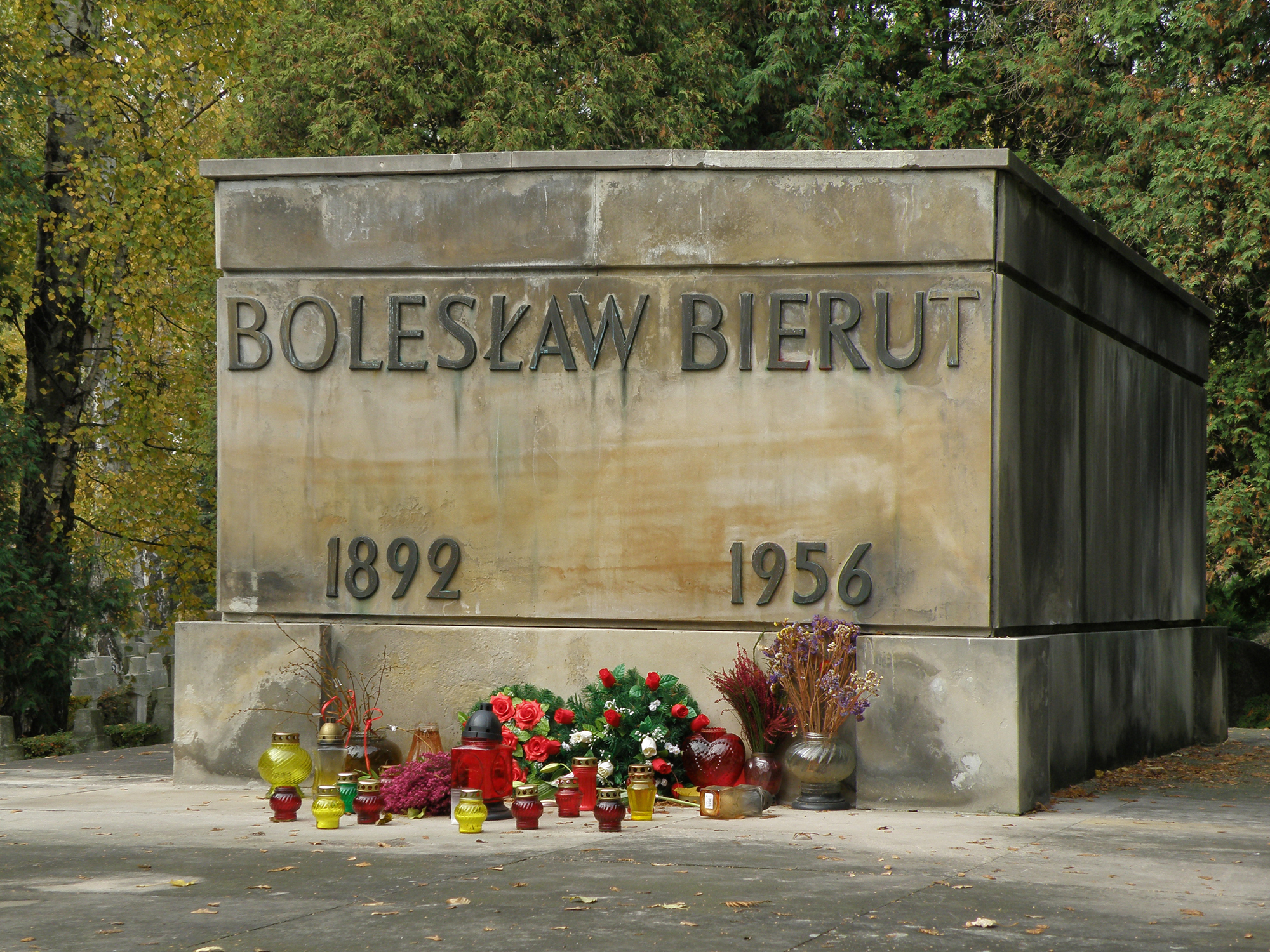
Grabstätte des Politikers Bolesław Bierut (1892–1956)

- Władysław Bartoszewski (1922–2015), Minister
- Bolesław Bierut (1892–1956), Diktator
- Dyzma Gałaj (1915–2000), Politiker
- Bronisław Geremek (1932–2008), Professor
- Grażyna Gęsicka (1951–2010), Minister
- Władysław Gomułka (1905–1982)
- Artur Górski (1970–2016)
- Przemysław Gosiewski (1964–2010), Vize-Premierminister
- Stanisław Gucwa (1919–1994)
- Mariusz Handzlik (1965–2010), Diplomat
- Jan Izydorczyk (1900–1974)
- Henryk Jabłoński (1909–2003), Historiker
- Piotr Jaroszewicz (1909–1992), Premierminister
- Stanisław Kania (1927–2020)
- Mikołaj Kozakiewicz (1922–1998), Philosoph
- Marian Kubicki (1908–1972), Politiker
- Jacek Kuroń (1934–2004), Historiker
- Julian Marchlewski (1866–1925)
- Leszek Moczulski (1930–2024), Historiker
- Kornel Morawiecki (1941–2019), Physiker
- Józef Oleksy (1946–2015), Premierminister
- Jan Olszewski (1930–2019), Politiker
- Jerzy Osiatyński (1941–2022), Finanzminister
- Longin Pastusiak (1935–2025), Politiker
- Mieczysław Rakowski (1926–2008), Journalist
- Zbigniew Religa (1938–2009), Arzt
- Artur Starewicz (1917–2014), Botschafter
- Władysław Stasiak (1966–2010), Politiker
- Aleksander Szczygło (1963–2010), Politiker
- Jolanta Szymanek-Deresz (1954–2010), Juristin
- Eugeniusz Szyr (1915–2000), Vize-Premierminister
- Stanisław Tołwiński (1895–1969), Politiker

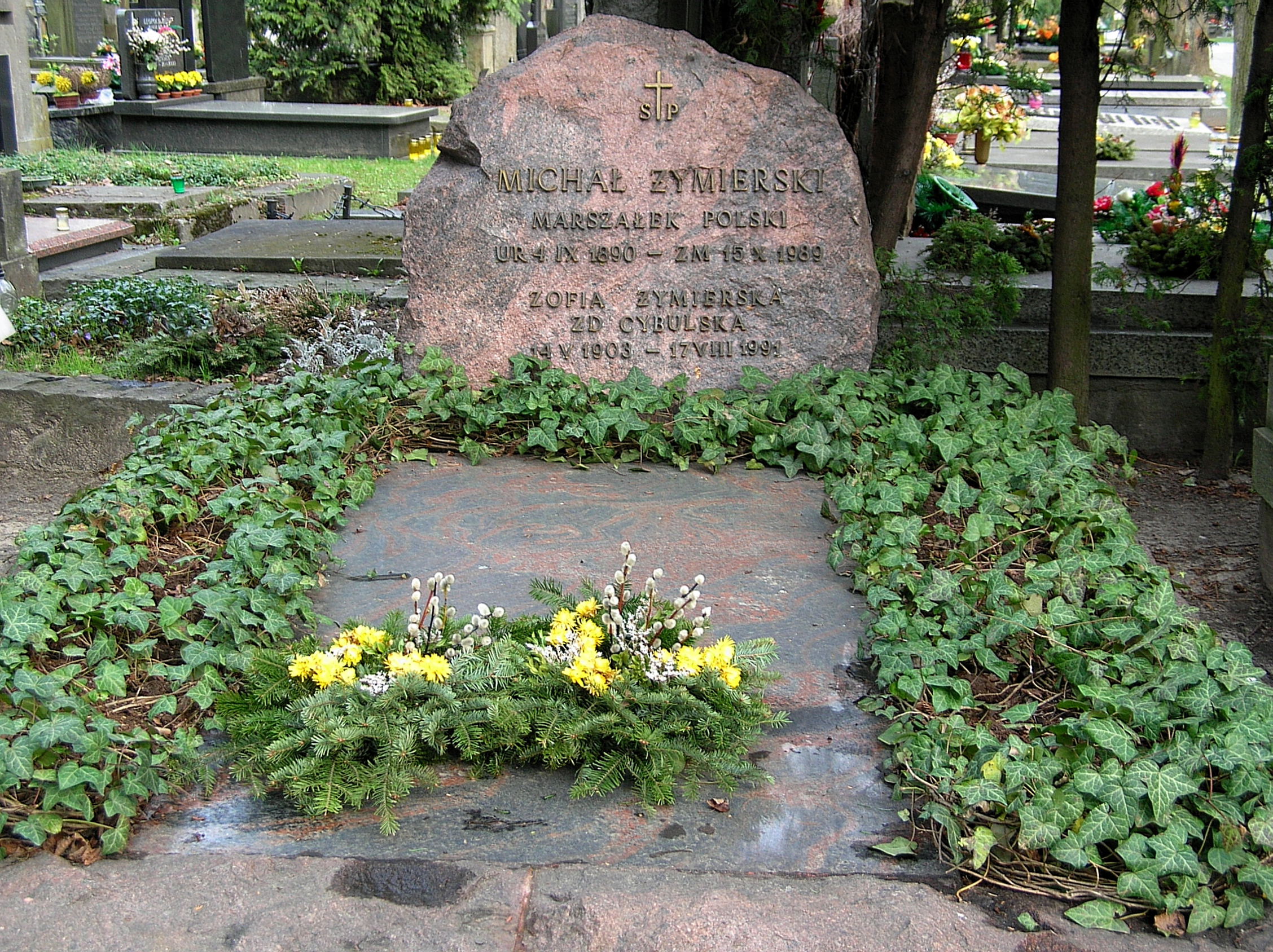
Grabstätte des Offiziers und Politikers Michał Rola-Żymierski (1890–1989)

## Soldaten
- Józef Beck (1894–1944), Politiker
- Adam Borys (1909–1986)
- Lucjan Brychczy (1934–2024), Fußballspieler
- Andrzej Błasik (1962–2010)
- Zygmunt Berling (1896–1980)
- Mikołaj Bołtuć (1893–1939)
- Janusz Brochwicz-Lewiński (1920–2017)
- Antoni Chruściel (1895–1960)
- August Emil Fieldorf (1895–1953)
- Franciszek Gągor (1951–2010)
- Robert Grzywna (1974–2010)
- Michał Gutowski (1910–2006)
- Mirosław Hermaszewski (1941–2022), Kosmonaut
- Kazimierz Gilarski (1955–2010)
- Wojciech Jaruzelski (1923–2014), Präsident
- Piotr Jaroszewicz (1909–1992), Premierminister
- Henryk Jabłoński (1909–2003), Historiker
- Franciszek Jóźwiak (1895–1966), Vize-Premierminister
- Grzegorz Korczyński (1915–1971), Vize-Minister
- Tadeusz Kutrzeba (1886–1947)
- Ryszard Kukliński (1930–2004), CIA-Agent
- Marian Naszkowski (1912–1996), Vize-Minister
- Edward Ochab (1906–1989), Vize-Minister
- Leopold Okulicki (1898–1946)
- Sławomir Petelicki (1946–2012)
- Marian Rejewski (1905–1980)
- Bolesław Roja (1876–1940)
- Michał Rola-Żymierski (1890–1989)
- Juliusz Rómmel (1881–1967)
- Florian Siwicki (1925–2013), Minister
- Karol Świerczewski (1897–1947), Vize-Minister
- Marian Spychalski (1906–1980)
- Wiktor Thommée (1881–1962)
- Maria Wittek (1899–1997)
- Aleksander Zawadzki (1899–1964), Politiker
- Janusz Zarzycki (1914–1995), Politiker
- Lucjan Żeligowski (1865–1947), Minister

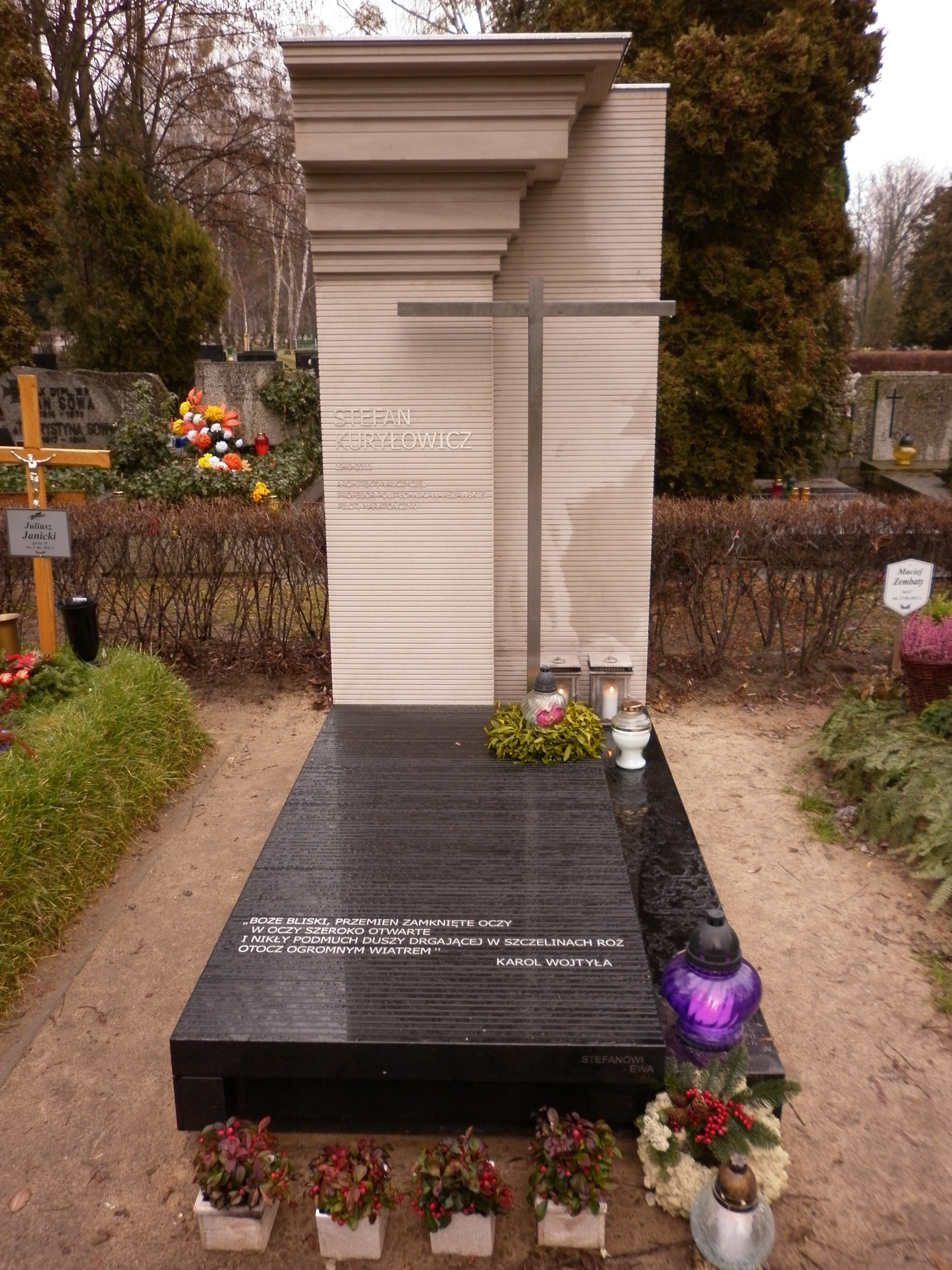
Grabstätte des Architekten Stefan Kuryłowicz (1949–2011)

## Wissenschaftler, Pädagogen und Journalisten
- Henryk Arctowski (1871–1958), Antarktis-Forscher
- Antoni Bolesław Dobrowolski (1872–1954), Antarktis-Forscher
- Leopold Infeld (1898–1968), Physiker
- Maria Janion (1926–2020), Historikerin
- Leszek Kołakowski (1927–2009), Historiker
- Tadeusz Kotarbiński (1886–1981), Philosoph
- Janusz Krupski (1951–2010), Historiker
- Kazimierz Kuratowski (1896–1980), Mathematiker
- Stefan Kuryłowicz (1949–2011), Architekt
- Manfred Lachs (1914–1993), Diplomat
- Oskar Lange (1904–1965)
- Stanisław Mazur (1905–1981), Mathematiker
- Stefan Melak (1946–2010), Journalist
- Kazimierz Moczarski (1907–1975), Schriftsteller
- Karol Modzelewski (1937–2019), Historiker
- Daria Nałęcz (1951–2022), Historiker
- Wiktor Osiatyński (1945–2017), Jurist
- Daniel Passent (1938–2022), Journalist
- Andrzej Przewoźnik (1963–2010), Historiker
- Jerzy Sawicki (1910–1967), Jurist
- Krzysztof Teodor Toeplitz (1933–2010), Journalist
- Teresa Torańska (1944–2013), Journalistin
- Jerzy Urban (1933–2022), Journalist
- Wiktor Wysoczański (1939–2023), Lehrer
- Janusz Zawodny (1921–2012), Historiker

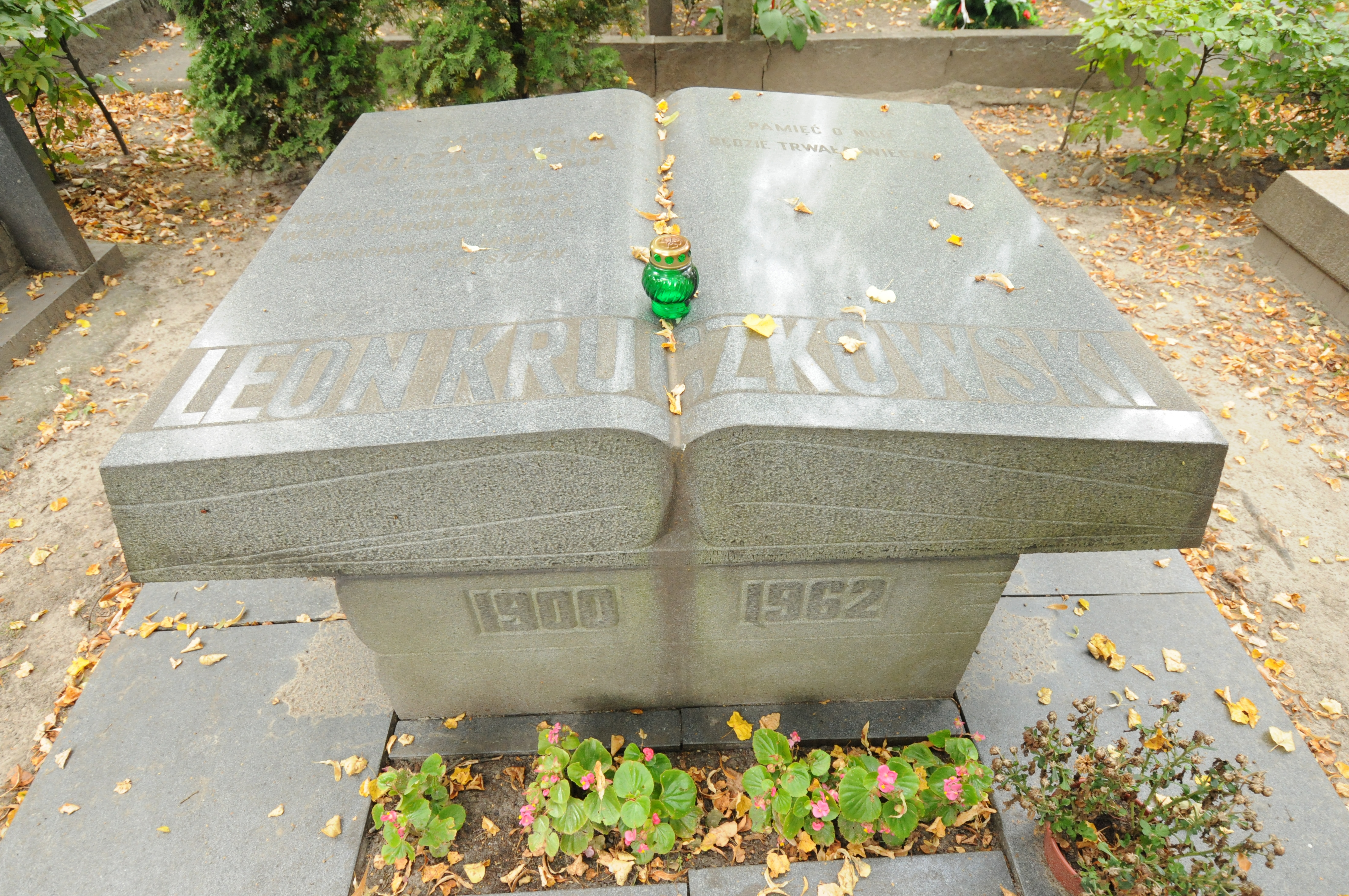
Grabstätte des Schriftstellers und Politikers Leon Kruczkowski (1900–1962)

## Schriftsteller
- Krzysztof Kamil Baczyński (1921–1944)
- Zbigniew Bieńkowski (1913–1994)
- Tadeusz Borowski (1922–1951)
- Tadeusz Breza (1905–1970)
- Władysław Broniewski (1897–1962)
- Jan Brzechwa (1900–1966)
- Michał Choromański (1904–1972)
- Jerzy Ficowski (1924–2006), Verleger
- Tadeusz Gajcy (1922–1944)
- Konstanty Ildefons Gałczyński (1905–1953)
- Janusz Głowacki (1938–2017)
- Stanisław Grochowiak (1934–1976)
- Stefania Grodzieńska (1914–2010)
- Stanisław Grzesiuk (1918–1963)
- Jacek Kaczmarski (1957–2004)
- Ryszard Kapuściński (1932–2007), Journalist
- Jonasz Kofta (1942–1988)
- Tadeusz Konwicki (1926–2015), Regisseur
- Leon Kruczkowski (1900–1962)
- Andrzej Kuśniewicz (1904–1993)
- Stanisław Jerzy Lec (1909–1966)
- Janusz Minkiewicz (1914–1981)
- Andrzej Mularczyk (1930–2024)
- Zofia Nałkowska (1884–1954)
- Igor Newerly (1903–1987)
- Tadeusz Peiper (1891–1969)
- Jerzy Putrament (1910–1986)
- Magdalena Samozwaniec (1894–1972)
- Jerzy Stefan Stawiński (1921–2010)
- Andrzej Strug (1871–1937)
- Jerzy Szaniawski (1886–1970)
- Józef Szczepański (1922–1944)
- Władysław Lech Terlecki (1933–1999)

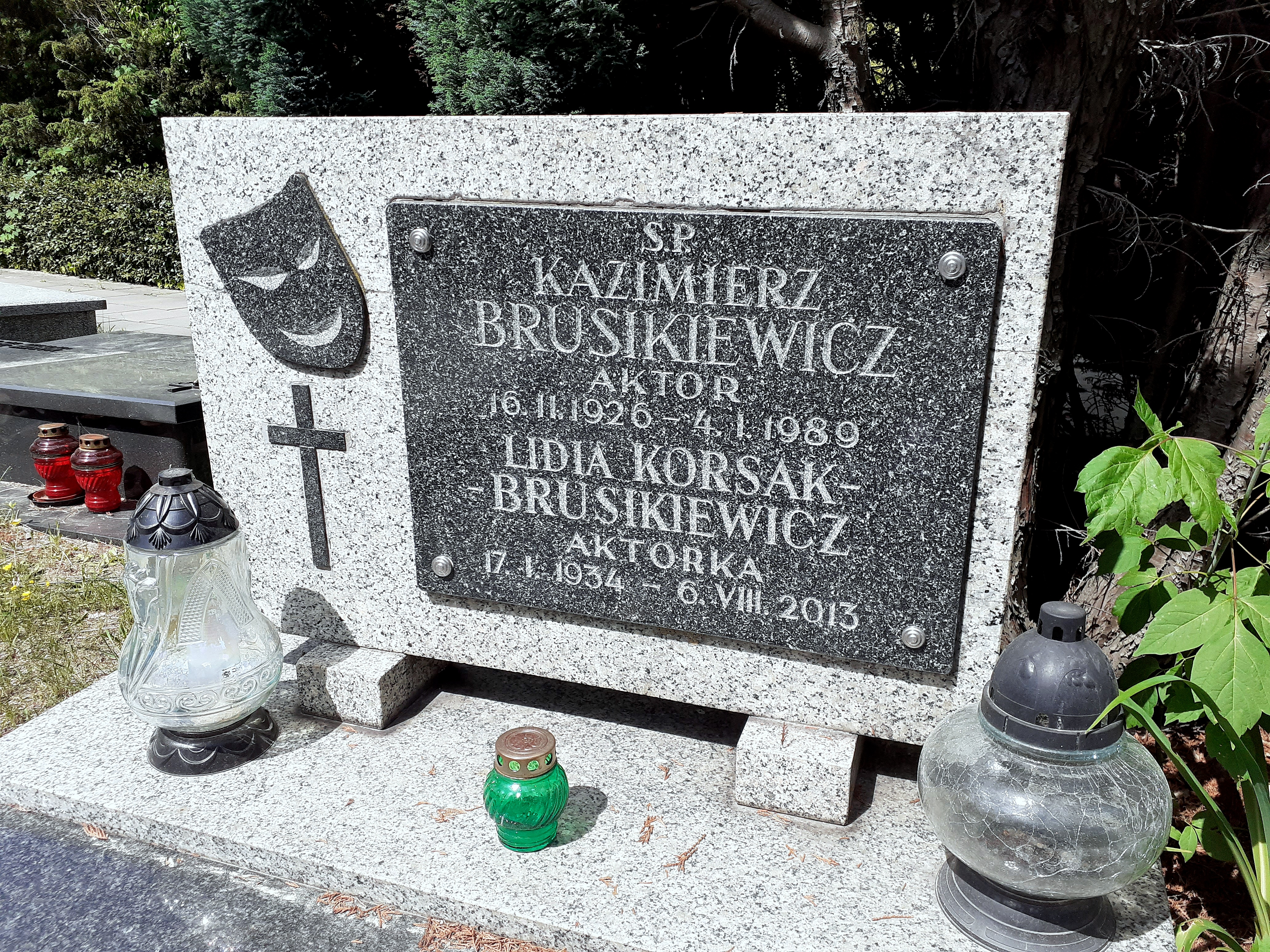
Grabstätte der Schauspielerin Lidia Korsakówna (1934–2013)

- Julian Tuwim (1894–1953)
- Adam Ważyk (1907–1982)
- Marcin Wicha (1972–2025)
- Wojciech Żukrowski (1916–2000)

## Schauspieler
- Karol Adwentowicz (1871–1958)
- Elżbieta Czyżewska (1938–2010)
- Wieńczysław Gliński (1921–2008)
- Ryszarda Hanin (1919–1994)
- Adam Hanuszkiewicz (1924–2011)
- Alina Janowska (1923–2017)
- Roman Kłosowski (1929–2018)
- Lidia Korsakówna (1934–2013)
- Barbara Krafftówna (1928–2022)
- Tadeusz Łomnicki (1927–1992)
- Jan Machulski (1928–2008), Regisseur
- Stanisław Mikulski (1929–2014)
- Wojciech Pszoniak (1942–2020)
- Tadeusz Ross (1938–2021), Politiker
- Wojciech Siemion (1928–2010)
- Hanna Stankówna (1938–2020)
- Danuta Szaflarska (1915–2017)
- Stanisław Tym (1937–2024), Regisseur
- Zbigniew Zapasiewicz (1934–2009), Regisseur
- Mira Zimińska-Sygietyńska (1901–1997), Regisseurin

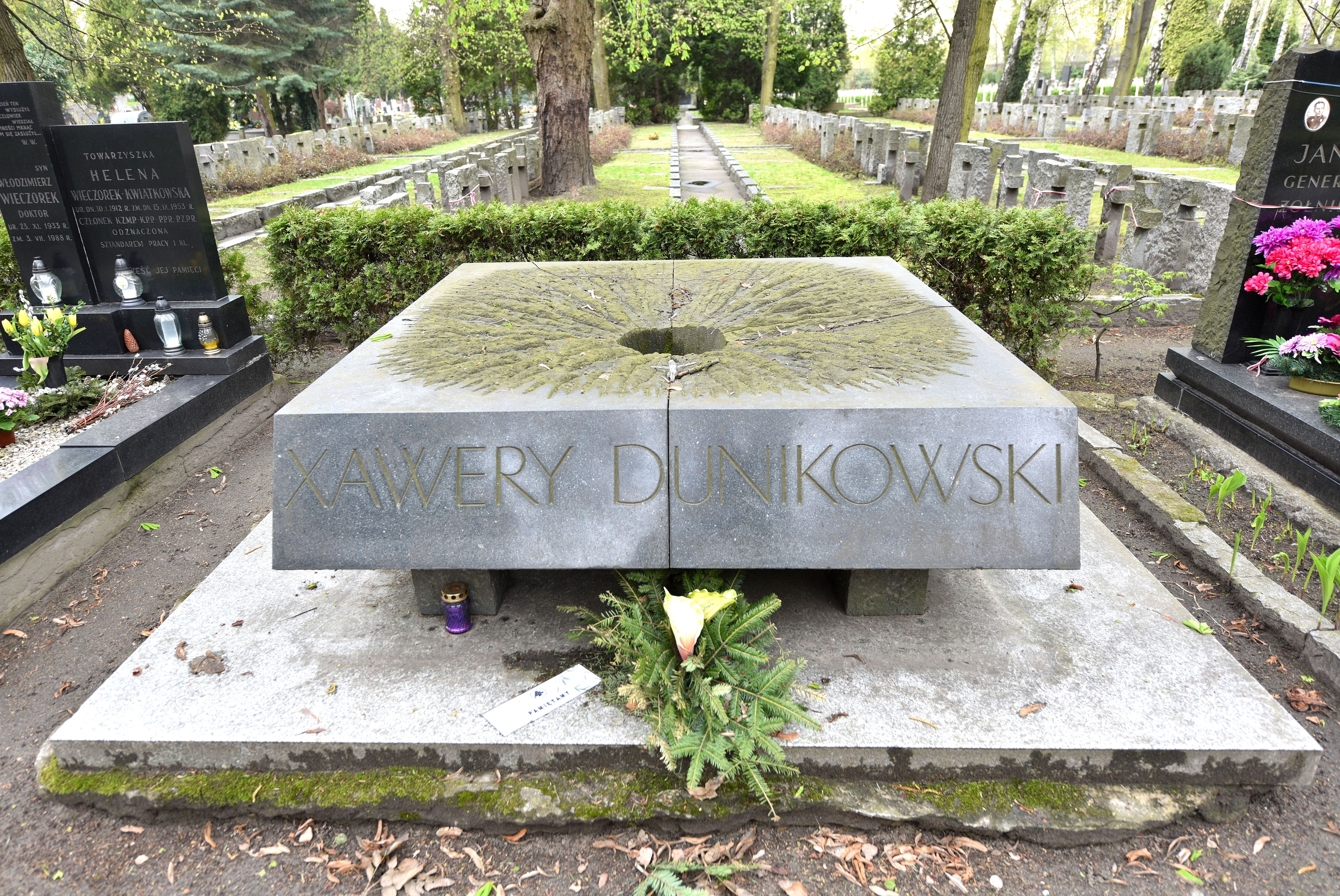
Grabstätte des Bildhauers Xawery Dunikowski (1875–1964)

## Künstler
- Magdalena Abakanowicz (1930–2017), Bildhauerin
- Erwin Axer (1917–2012), Theaterregisseur
- Otto Axer (1906–1983), Maler
- Grażyna Bacewicz (1909–1969), Komponist, Musiker
- Maja Berezowska (1898–1978), Malerin
- Antoni Bohdziewicz (1906–1970), Filmregisseur
- Leonard Buczkowski (1900–1967), Filmregisseur
- Ryszard Bugajski (1943–2019), Filmregisseur
- Grzegorz Ciechowski (1957–2001), Musiker
- Jan Cybis (1897–1972), Maler
- Xawery Dunikowski (1875–1964), Bildhauer
- Edward Dwurnik (1943–2018), Maler
- Eugeniusz Eibisch (1895–1987), Maler
- Wojciech Fangor (1922–2015), Maler und Bildhauer
- Jerzy Gruza (1932–2020), Regisseur
- Jerzy Grzegorzewski (1939–2005), Regisseur
- Krzysztof Jung (1951–1998), Grafiker
- Jacek Kaczmarski (1957–2004), Schriftsteller
- Kazimierz Karabasz (1930–2018), Regisseur von Dokumentarfilmen
- Wojciech Karolak (1939–2021), Pianist und Komponist
- Jerzy Kawalerowicz (1922–2007), Filmregisseur
- Aleksander Kobzdej (1920–1972), Maler
- Andrzej Kondratiuk (1936–2016), Regisseur
- Janusz Kondratiuk (1943–2019), Regisseur
- Tadeusz Kulisiewicz (1899–1988), Grafiker
- Jan Lenica (1928–2001)
- Bernard Ładysz (1922–2020), Opernsänger
- Janusz Morgenstern (1922–2011), Filmregisseur
- Andrzej Munk (1920–1961), Filmregisseur
- Bogdan Paprocki (1919–2010), Opernsänger
- Pirotte Julia (1908–2000), Reporterin
- Erna Rosenstein (1913–2004), Malerin
- Leon Schiller (1887–1954), Theaterregisseur
- Piotr Sobociński (1958–2001), Kameramann
- Witold Sobociński (1929–2018), Kameramann
- Bogna Sokorska (1927–2002), Opernsängerin
- Tomasz Stańko (1942–2018), Komponist
- Ludwik Starski (1903–1984)
- Konrad Swinarski (1929–1975), Theaterregisseur
- Władysław Szpilman (1911–2000), Pianist und Komponist
- Jan Tarasin (1926–2009), Maler
- Jan Ptaszyn Wróblewski (1936–2024), Komponist
- Krzysztof Zaleski (1948–2008), Schauspieler

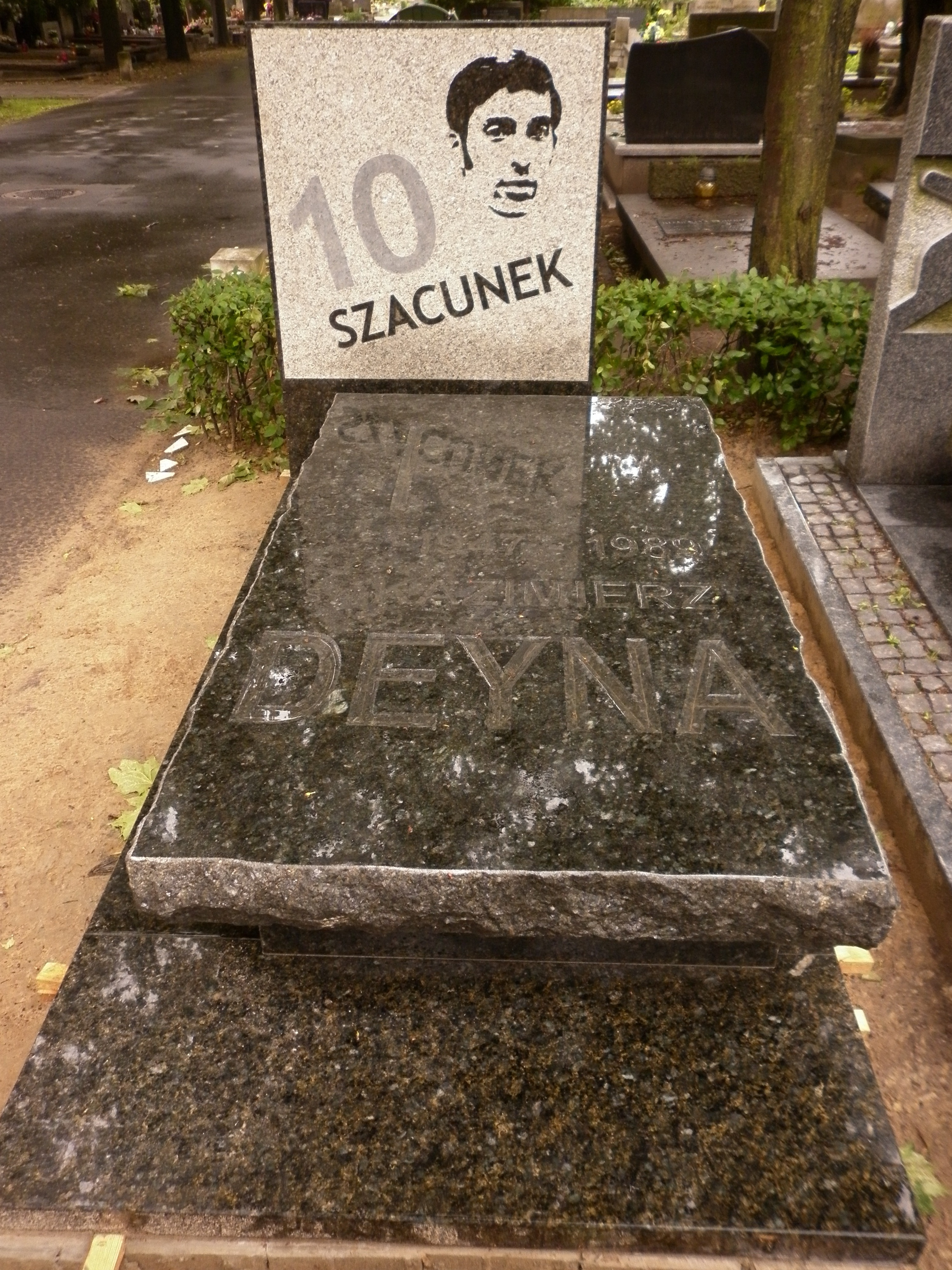
Grabstätte des Fußballspielers Kazimierz Deyna (1947–1989)

## Sportler
- Lucjan Brychczy (1934–2024), Fußballspieler
- Anna Czerwińska (1949–2023), Alpinistin
- Kazimierz Deyna (1947–1989), Fußballspieler
- Janusz Gortat (1948–2023), Boxer
- Kazimierz Górski (1921–2006), Fußballspieler
- Józef Grudzień (1939–2017), Boxer
- Teodor Kocerka (1927–1999), Ruderer
- Władysław Komar (1940–1998), Leichtathlet
- Zdzisław Krzyszkowiak (1929–2003), Leichtathlet
- Jerzy Kulej (1940–2012), Boxer
- Marian Kuszewski (1933–2012), Fechter
- Zbigniew Pacelt (1951–2021), Schwimmer
- Andrzej Pstrokoński (1936–2022), Basketballspieler
- Elwira Seroczyńska (1931–2004), Eisschnellläuferin
- Kamila Skolimowska (1982–2009), Leichtathletin
- Irena Szewińska (1946–2018), Leichtathletin
- Tadeusz Ślusarski (1950–1998), Leichtathlet
- Leonid Teliga (1917–1970), Segler
- Witold Woyda (1939–2008), Fechter
- Wojciech Zabłocki (1930–2020), Fechter
- Bogusław Zych (1951–1995), Fechter

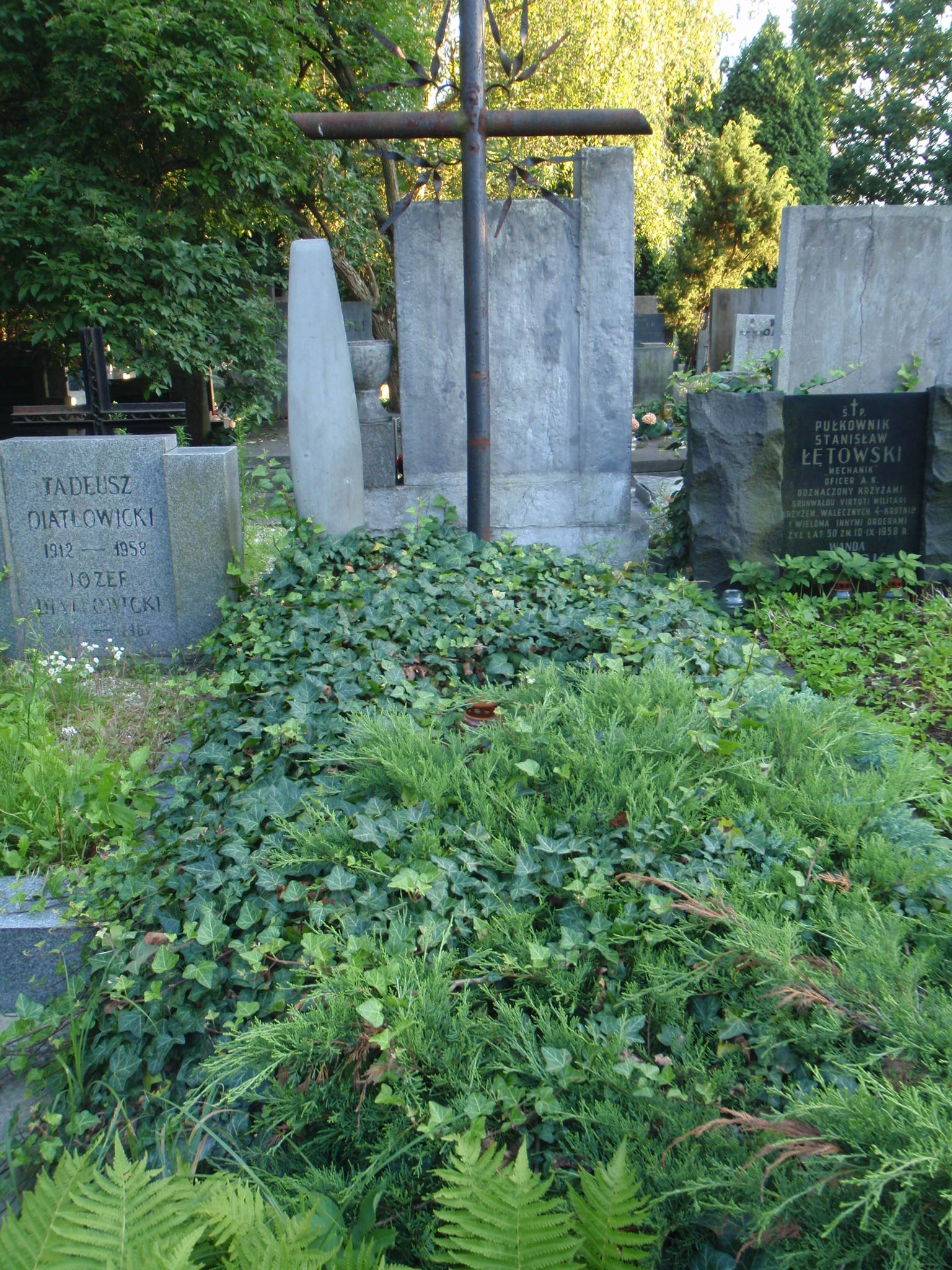
Grabstätte des Piloten Franciszek Hynek (1897–1958)

## Sonstige
- Franciszek Hynek (1897–1958), Pilot
- Piotr Nurowski (1945–2010), Sportfunktionär
- Józef Padewski (1894–1951), Theologe
- Sławomir Skrzypek (1963–2010), Volkswirtschaftler
- Marek Szufa (1954–2011), Pilot

## Ausländer
- Albrecht Lempp (1953–2012), Polonist